# مؤسسة موانئ البحر الأحمر اليمنية
مؤسسة موانئ البحر الأحمر اليمنية (بالإنجليزية: Yemen red sea ports corporation)‏ هي مؤسسة حكومية أسست بقرار جمهوري سنة 2007، لإدارة المواني البحرية لليمن في البحر الأحمر..

## الموانئ
تدير المؤسسة ميناء الحديدة والصليف والمخاء.
|   | الميناء       | المحافظة       | القدرة الاستيعابية في سنة | العمق  |
| - | ------------- | -------------- | ------------------------- | ------ |
| 1 | ميناء الحديدة | محافظة الحديدة | 9.000.000 طن              | 10 متر |
| 2 | ميناء الصليف  | محافظة الحديدة | 2.500.000 طن              | 14 متر |
| 3 | ميناء المخاء  | محافظة تعز     | 1.500.000 طن              | 8 متر  |

## انظر ايضاً
- ميناء الحديدة
- ميناء الصليف
- ميناء المخاء
- مؤسسة موانئ البحر العربي اليمنية
- مؤسسة موانئ خليج عدن اليمنية

## وصلات خارجية
- Port of Aden official site
- Aden Refinery Company